# Codi Harrison
Codi Harrison es una jinete estadounidense que compite en la modalidad de doma. Ganó una medalla de oro en los Juegos Panamericanos de 2023, en la prueba por equipos.

## Palmarés internacional
| Juegos Panamericanos | Juegos Panamericanos | Juegos Panamericanos | Juegos Panamericanos |
| Año                  | Lugar                | Medalla              | Categoría            |
| -------------------- | -------------------- | -------------------- | -------------------- |
| 2023                 | Santiago (Chile)     | Medalla de oro       | Por equipos          |